# OGK-6
OGK-6 (russisch ОГК-6, voller Name Оптовая генерирующая компания № 6; englisch The Sixth Generation Company of the Wholesale Electricity Market) ist ein Energieunternehmen aus Russland mit Firmensitz in Moskau.
OGK-6 beschäftigt knapp 6900 Mitarbeiter (2009). Der Firmenumsatz betrug 2009 41,8 Milliarden Rubel (etwa 1 Milliarde Euro), der Gewinn vor Steuern 2,8 Millionen Rubel (etwa 70 Millionen Euro).
Das Unternehmen entstand am 17. Mai 2005 zunächst mit Firmensitz im südrussischen Rostow am Don. Die Mehrheit der OGK-6-Aktien wurde anfangs vom russischen Konzern Unified Energy System gehalten. Nach dessen Aufspaltung im Sommer 2008 hält dessen Nachfolgeunternehmen, die Föderale Netzagentur, noch 9,6 % der Aktien. Mittlerweile ist Gazprom über seine Tochter ZentrEnergoHolding größter Aktionär (50,29 % per 30. Juni 2010). Im April 2010 wurde über Pläne Gazproms berichtet, die OGK-6 mit der OGK-2, bei der es ebenfalls die Aktienmehrheit hält, zu fusionieren.

## Kraftwerke
Von der OGK-6 werden folgende Wärmekraftwerke mit einer Gesamtleistung von 9025 Megawatt betrieben:
- Kirischi – 2100 MW; Kirischi, Oblast Leningrad; in Betrieb seit 1965 (erster Block)/1975 (letzter Block)
- Krasnojarsk-2 – 1250 MW; Selenogorsk, Region Krasnojarsk; 1961/1983
- Nowotscherkassk – 2112 MW; Nowotscherkassk (Donskoi), Oblast Rostow; 1965/1972
- Rjasan – 2650 MW; Nowomitschurinsk, Oblast Rjasan; 1973/1981
  - GRES-24 – 310 MW; Nowomitschurinsk, Oblast Rjasan; 1990 (ursprünglich eigenständig, seit November 2008 Betriebsteil des Kraftwerkes Rjasan)
- Tscherepowez – 630 MW; Kadui, Oblast Wologda; 1976/1978

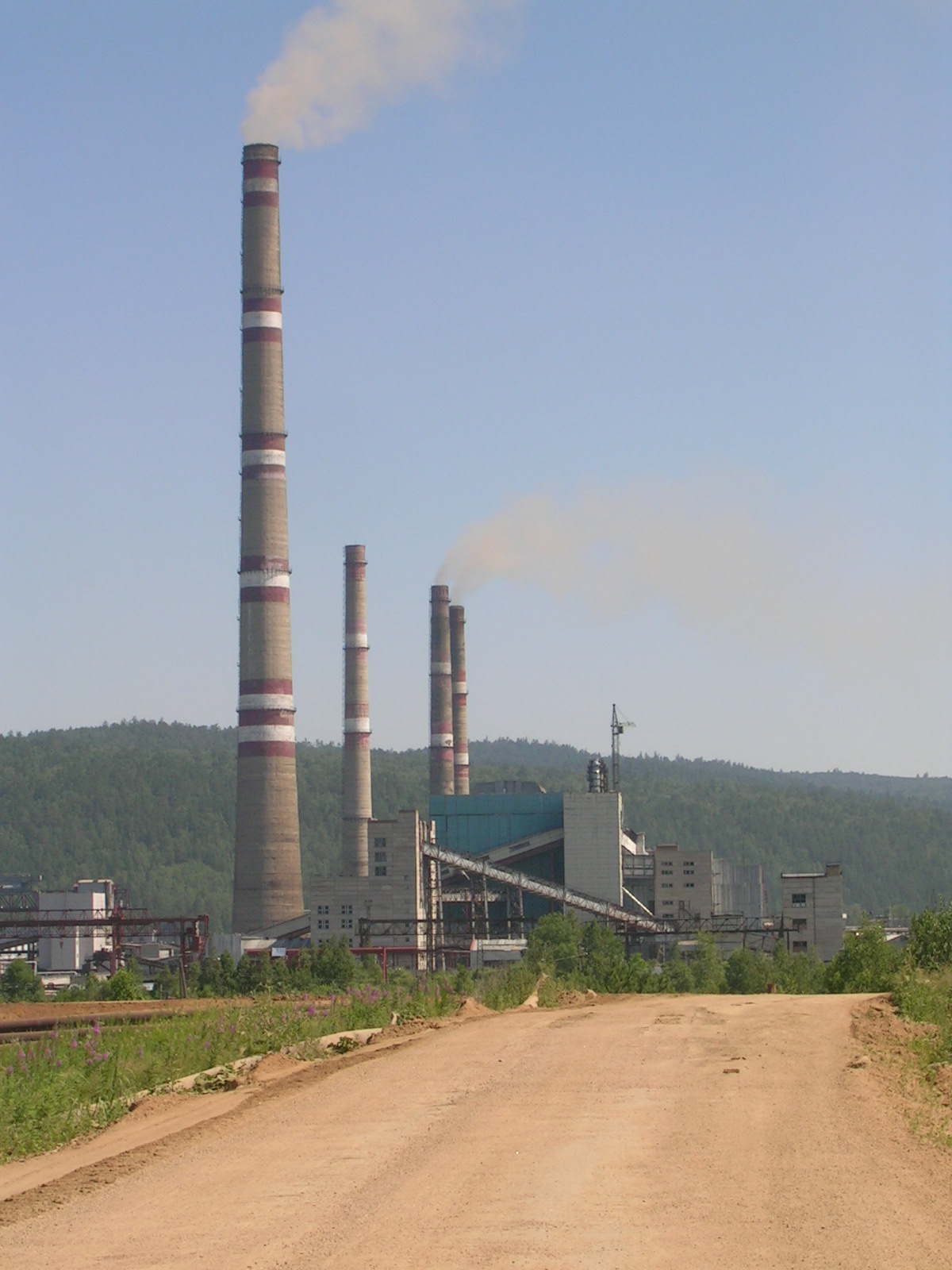
Kraftwerk Krasnojarsk-2
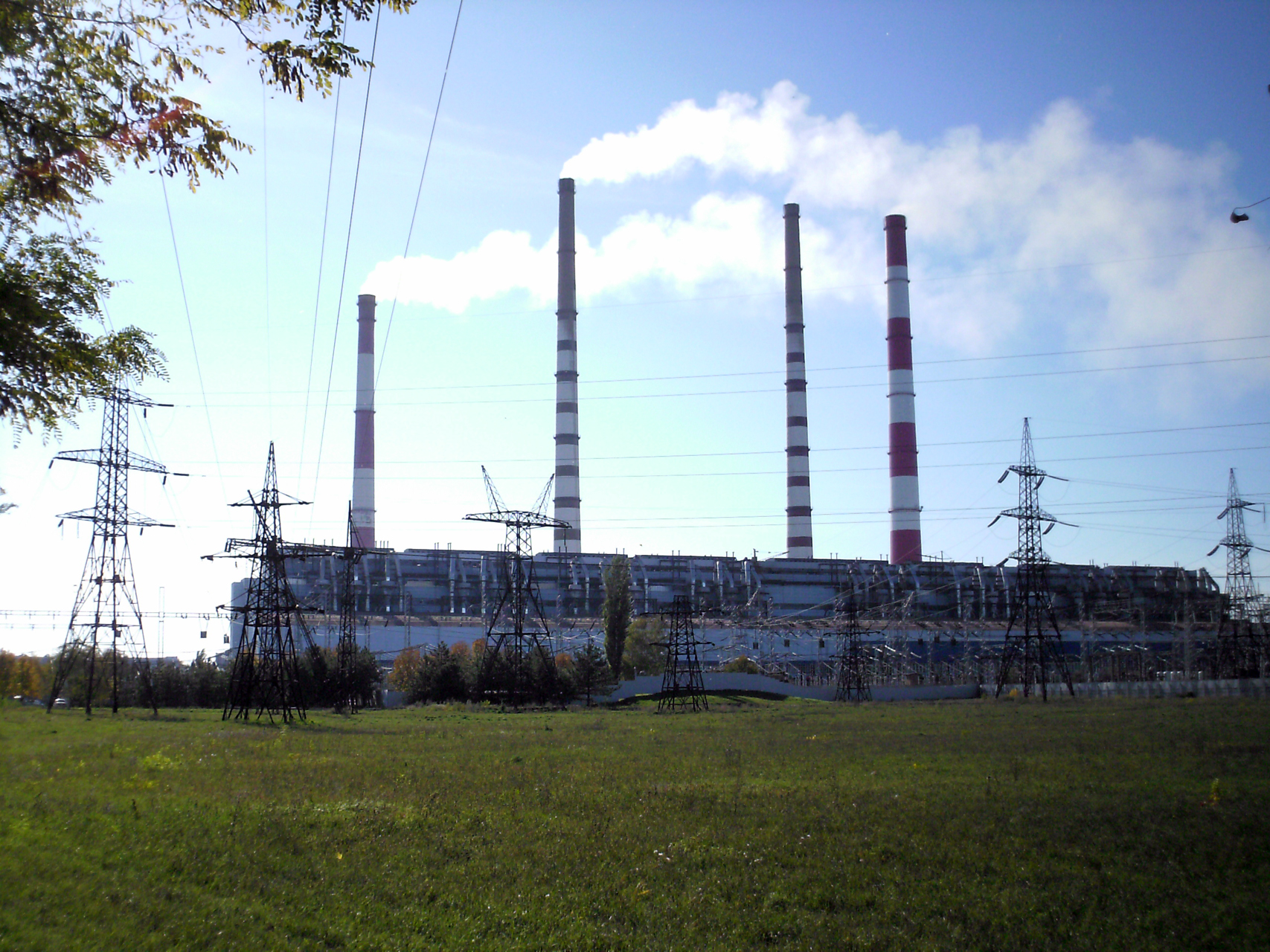
Kraftwerk Nowotscherkassk